# Fort Garderhoj

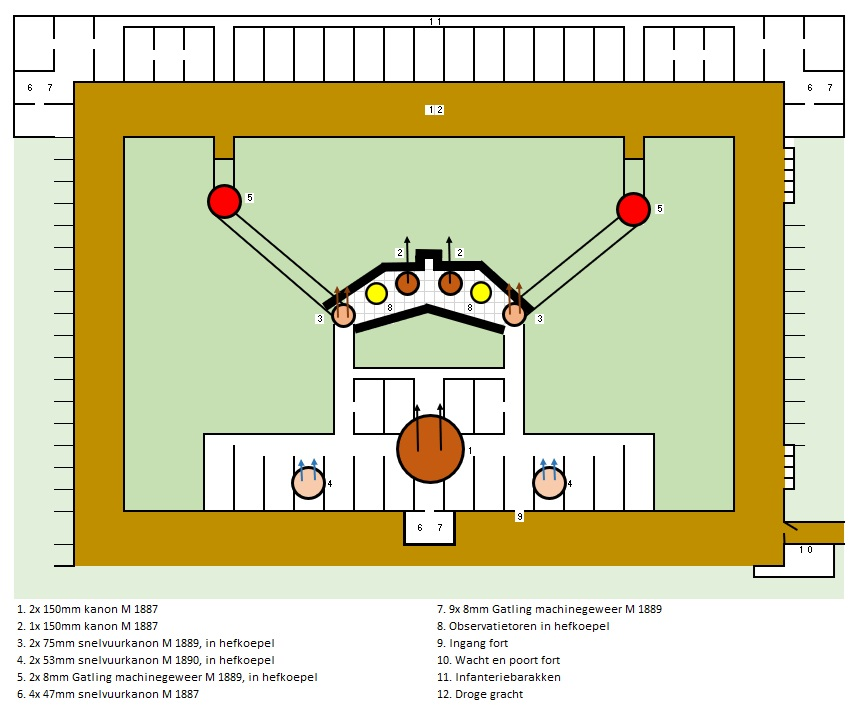
Schematisch overzicht fort met belangrijkste kenmerken en bewapening

Fort Garderhøj (Deens: Garderhøjfortet) is een Deens fort en maakte deel uit van de fortificaties van Kopenhagen.

## Geschiedenis
Tegen het einde van de 19e eeuw werd nagedacht over de derde stelling ter verdediging van Kopenhagen. De forten en andere verdedigingswerken moesten verder van de stad komen omdat het schootbereik van de artillerie was vergroot. Er volgde een felle discussie over het nut van deze werken en er kwam geen besluit. In 1886 werd met de aanleg begonnen ook al ontbrak toestemming van het parlement.
Het fort werd tussen 1886 en 1892 gebouwd met geld van particulieren. Een particuliere organisatie was opgericht toen duidelijk werd dat het Deense parlement geen geld wilde vrijmaken voor dit project. Het Deense ministerie van Oorlog gaf aan luitenant-kolonel EJ Sommerfeldt de opdracht om een ontwerp te maken. Na voltooiing werd het fort verhuurd of geleend aan hetzelfde ministerie. Het ministerie gaf EJ Sommerfeldt op zijn beurt het beheer over het fort. De bouwkosten bedroegen 1,1 miljoen Deense kronen.
Het fort werd tot 1920 gebruikt door het ministerie van Defensie. Daarna werd het fort gesloten en teruggegeven aan de particuliere die het fort hadden betaald. Het fort werd snel daarna opnieuw verhuurd aan het ministerie, nu als munitiedepot en als oefenterrein voor politie en leger.
In 1996 werd het fort definitief overgedragen en werd er een organisatie opgericht om het fort te restaureren en open te stellen voor het publiek. Het fort verkeerde in een slechte staat, het was slecht onderhouden en overal drong water door de muren en plafonds. Met financiële steun van Realdania, het Deense ministerie van Cultuur en het ministerie van Milieu werd het fort tussen 1996 en 2013 gerestaureerd.
Het fort werd officieel geopend voor het publiek op 27 september 2013.

## Ligging
Het fort maakte deel uit van een stelling rondom Kopenhagen. Het ligt in het noordwestelijke deel op zo’n 14 kilometer van het centrum van de hoofdstad en iets meer dan twee kilometer ten oosten van Fort Lingby. De forten konden elkaar vuursteun geven. Het Garderhoj fort had als taak de vijand op afstand te houden, samen met de andere forten van de stelling en met behulp van inundaties. Het water hiervoor kwam uit het Furesø meer. Dit meer ligt ongeveer twintig meter boven de zeespiegel en een waterweg werd gegraven om het water naar de inundatievelden te voeren.
Het is een van de grootste forten van de stelling en heeft als een van de weinige een rechthoekige vorm, de meeste andere forten hebben de vorm van een driehoek met de basis aan de kant van de hoofdstad. Aan de keelzijde, de veilige kant van het fort aan de zijde van Kopenhagen, liggen de meeste manschappenverblijven en de hoofdingang.
De belangrijkste kanonnen liggen op het dak in het midden van het fort en ook aan de keelzijde. Het hoofdgebouw van het fort is omringd met een droge gracht en een contrescarp. In de hoeken van het contrescarp aan de voorzijde van het fort zijn lichte kanonnen en machinegeweren opgesteld om de vijand in de droge gracht onder vuur te nemen. Aan  de keelzijde is er in het midden een uitbouwsels, een kazemat, waarmee de gehele muur aan de keelzijde onder vuur kon worden genomen.

## Bewapening
Het fort was zwaar bewapend met diverse kanonnen met een uiteenlopend kaliber. De grootste kanonnen in het fort waren vier 15 centimeter (150mm of 5,9 inch) kanonnen, gemaakt in 1887 in Zweden. Deze kanonnen waren gemonteerd in een gepantserde toren die volledig rond kon draaien. Een koepel had twee kanonnen en hiervan weegt het bewegende deel 100 ton en het geheel, inclusief ringpantser, het dubbele. Verder zijn er twee torens elk met een 150mm-kanon. Deze 150mm-kanonnen konden granaten zo’n 5,5 kilometer ver wegschieten.
Verder waren er twee koepels met elk een 75mm-kanon en twee koepels met elk een 53mm-kanon. Al deze kanonnen zijn opgesteld in hefkoepels (Deens: forsvindingstårne). Deze hefkoepels werden naar boven gebracht om een schot te lossen en bleven anders verscholen in het dak. In die laatste positie waren ze nauwelijks te raken door vijandelijk vuur. Het nadeel van deze hefkoepels was hun beperkte omvang en zwakke bepantsering. De hefkoepel van het 75mm kanon weegt 19 ton en het contragewicht is 15 ton.
De  munitieopslag was in het midden van het fort geconcentreerd. Hier is de dakdekking het dikst en ligt de voorraad direct onder de kanonnen waarmee de aanvoer van granaten verzekerd was.
Voor de nabij verdediging zijn er op dak nog twee hefkoepels elk uitgerust met een machinegeweer die patronen verschoot van 8 mm. Twee observatiekoepels op het dak zorgden voor zicht op de vijand, zelfs als het fort onder vuur lag.
Naast de kanonniers waren er ook 200 infanteristen op het fort. Zij hadden de verblijven in de buitenmuur. Hier was ook de keuken en de latrines. Tot slot was er een waterput.
De toegang tot het fort lag aan de keelzijde. Hier was een wachtpost en een zwaar hek sloot het terrein af.

## Tegenwoordig
Het fort is open opengesteld voor het publiek. Veel kanonnen, met name die in het dak, zijn nog aanwezig en de binnenruimten zijn redelijk intact. Op een laatste zondag van de maand wordt om 12 uur een schot gelost met een van de 15cm-kanonnen. Binnen is er een brede verzameling van militair materiaal die niet allemaal gerelateerd zijn aan het fort of de tijdsperiode dat het fort in gebruik was. 

## Fotogalerij

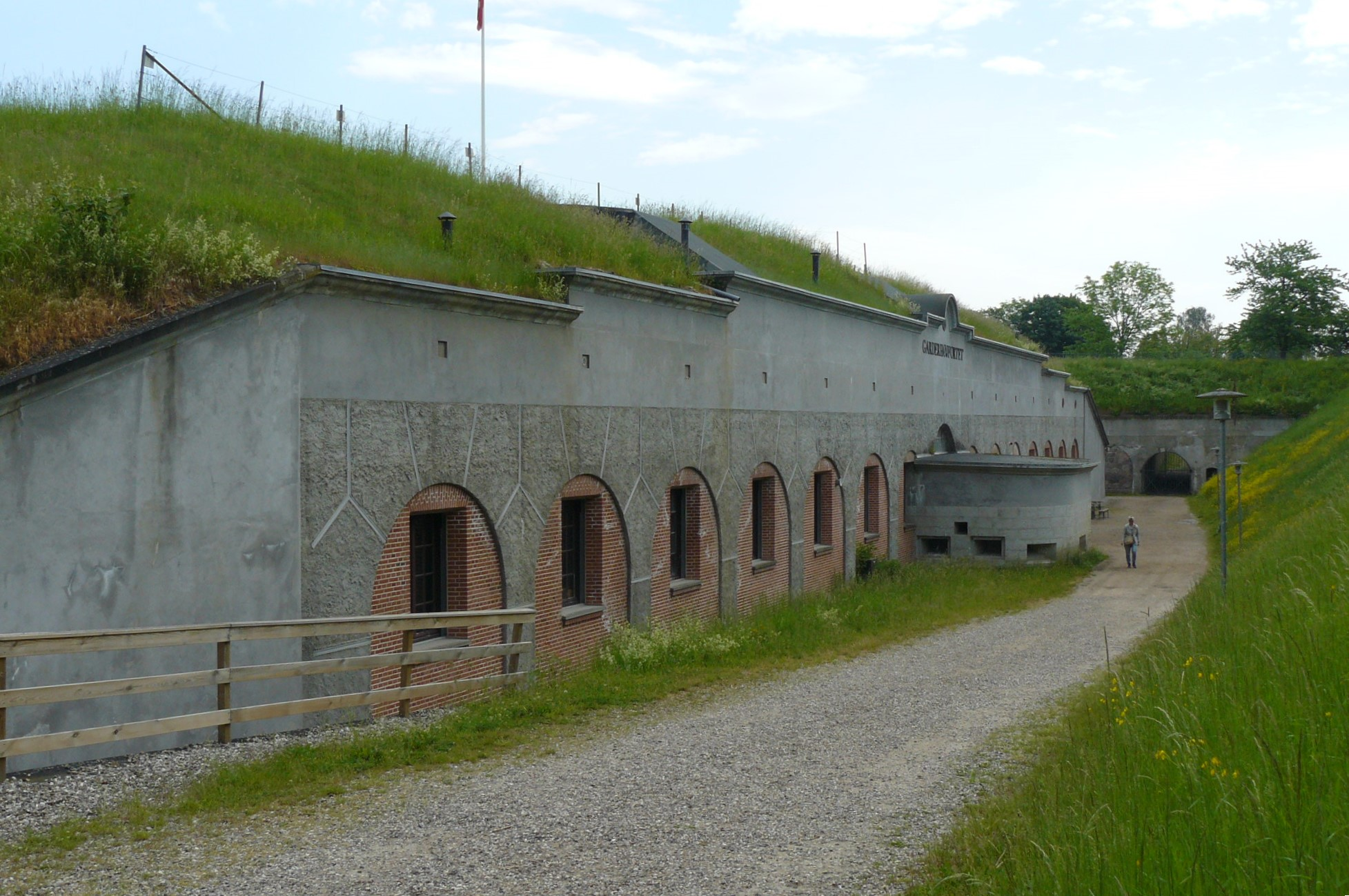
Aanzicht keelzijde met kazemat en helemaal rechts de toegang tot het fort
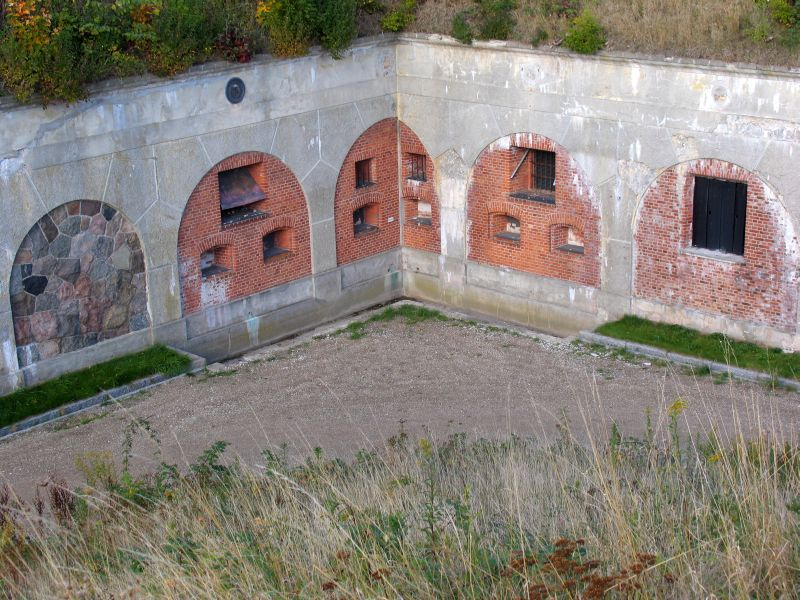
De hoeken met bewapening ter verdediging van de droge gracht
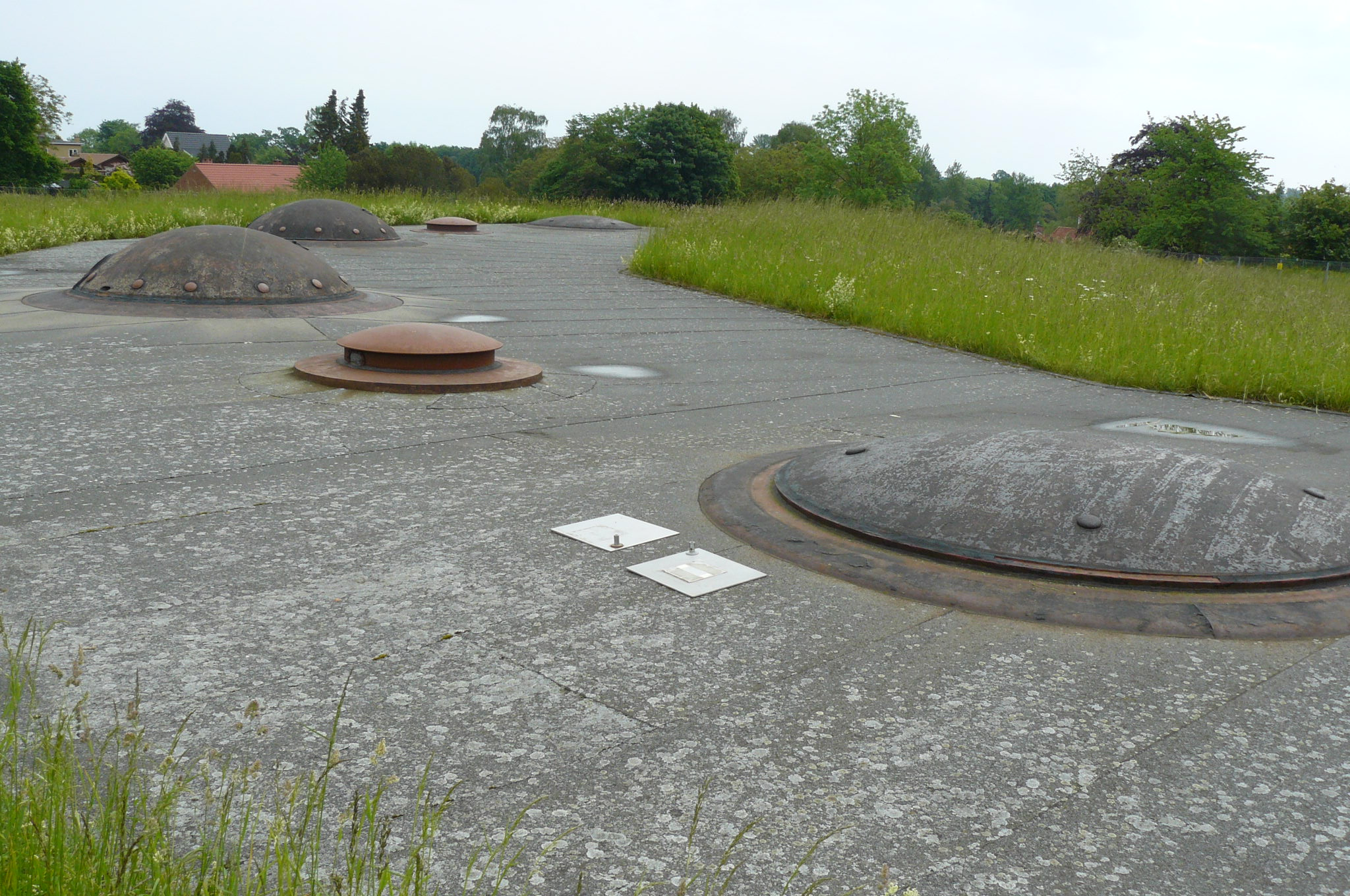
Het dak met links de 15cm kanonnen, de (roestbruine) uitkijkposten en rechts de hefkoepels met de 75mm kanonnen
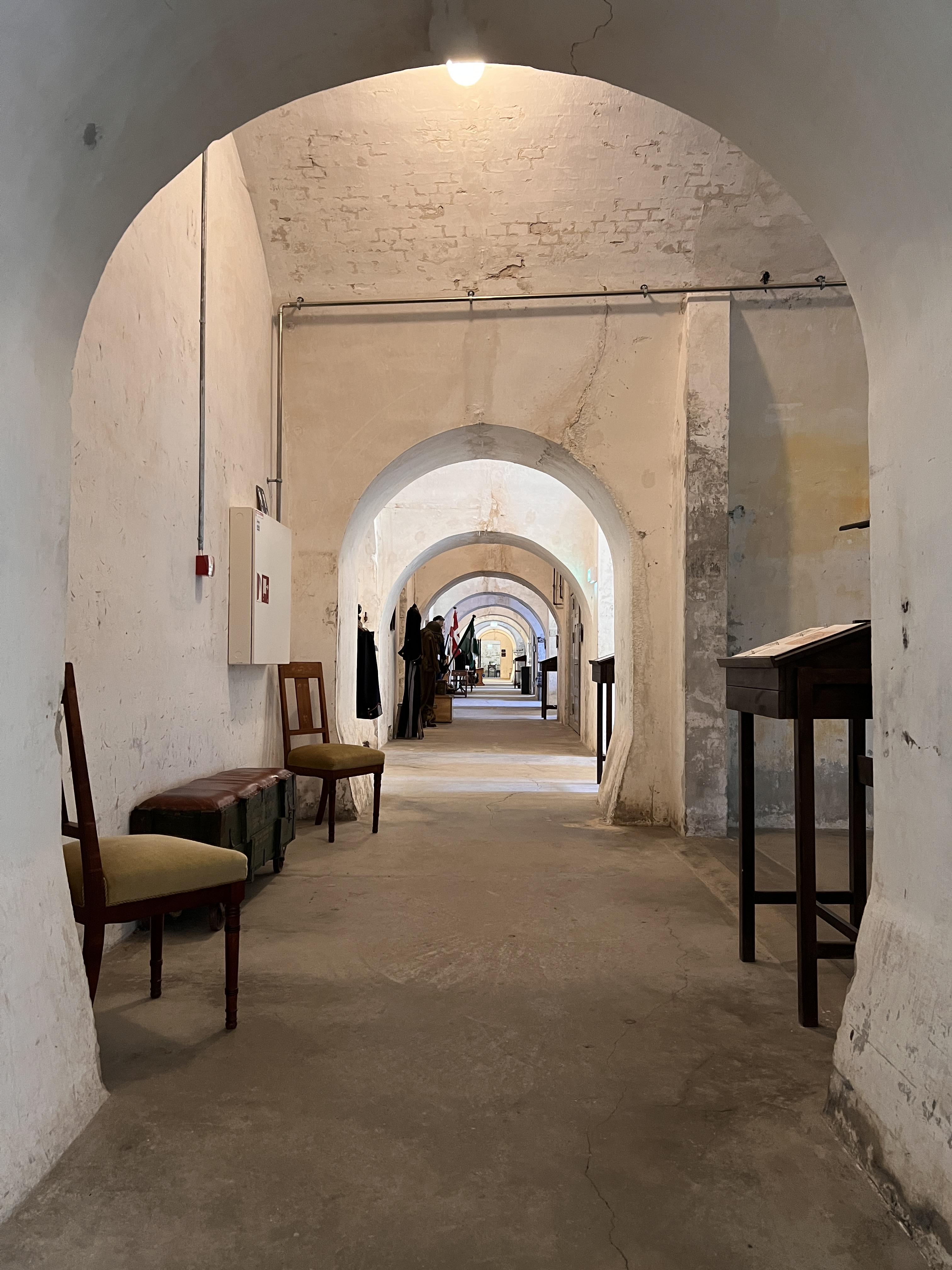
De centrale gang langs de manschappenverblijven in het fort
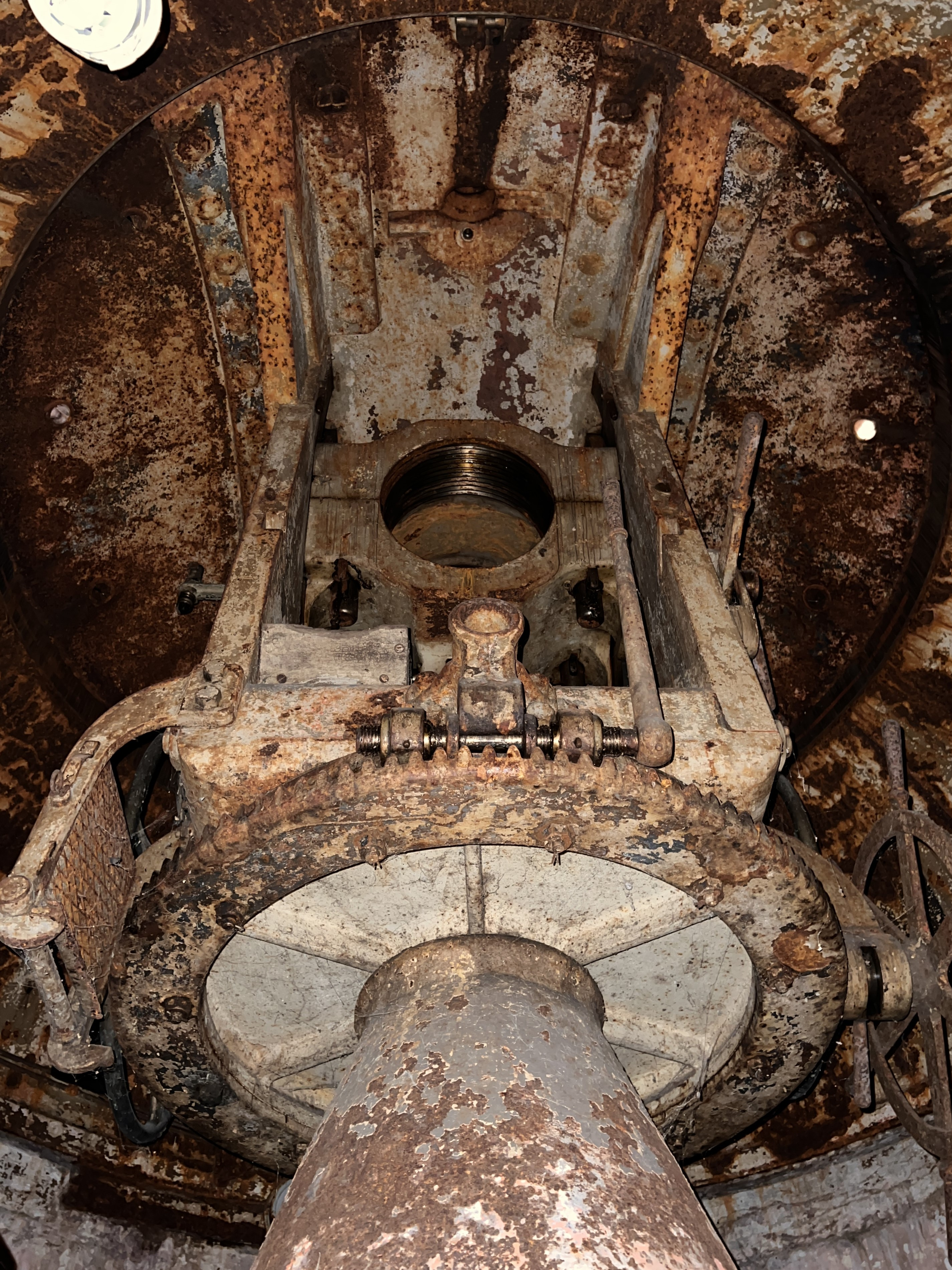
Binnenzijde van de koepel met een 150mm kanon
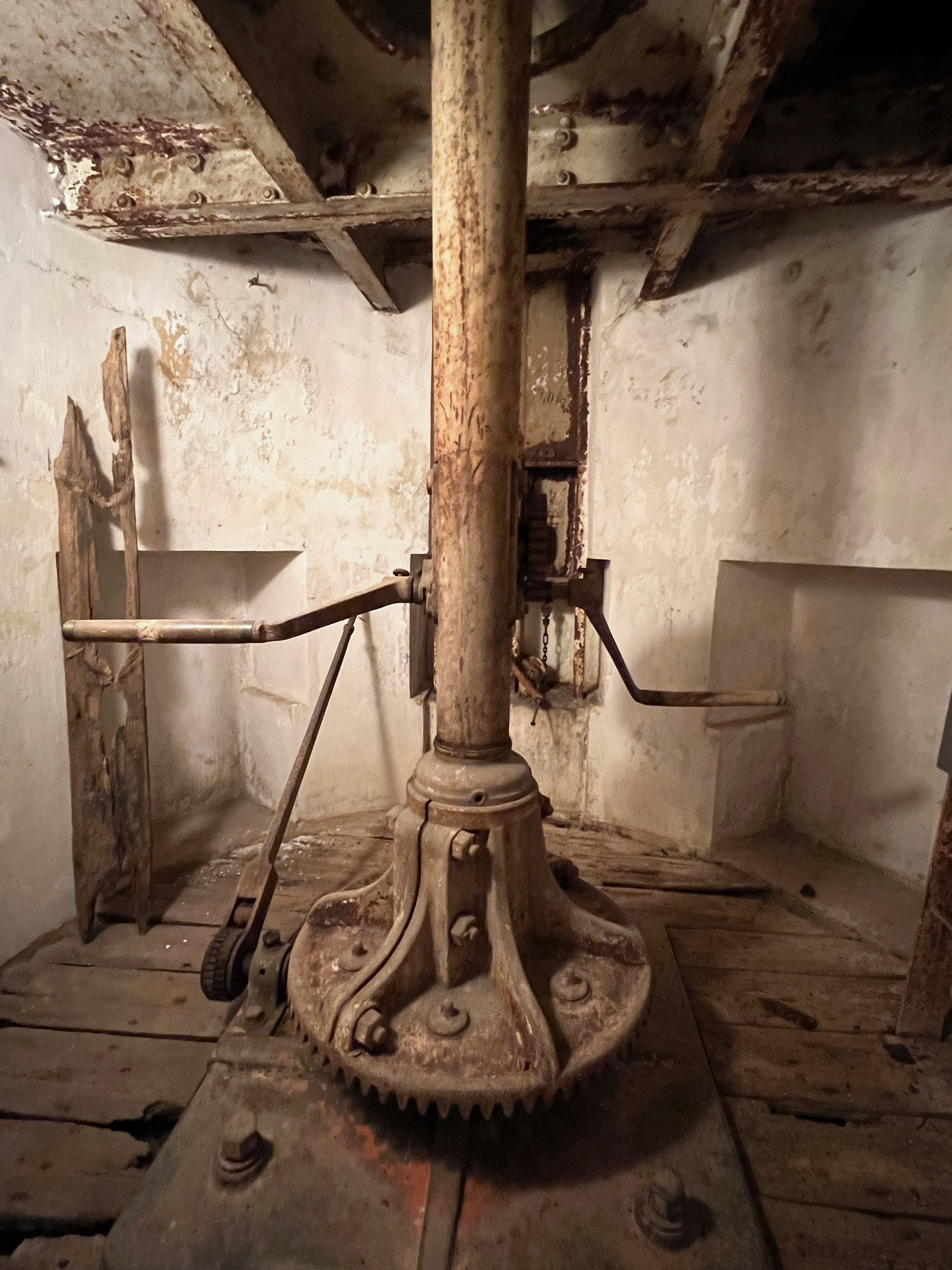
Mechaniek om het 150mm kanon te laten draaien
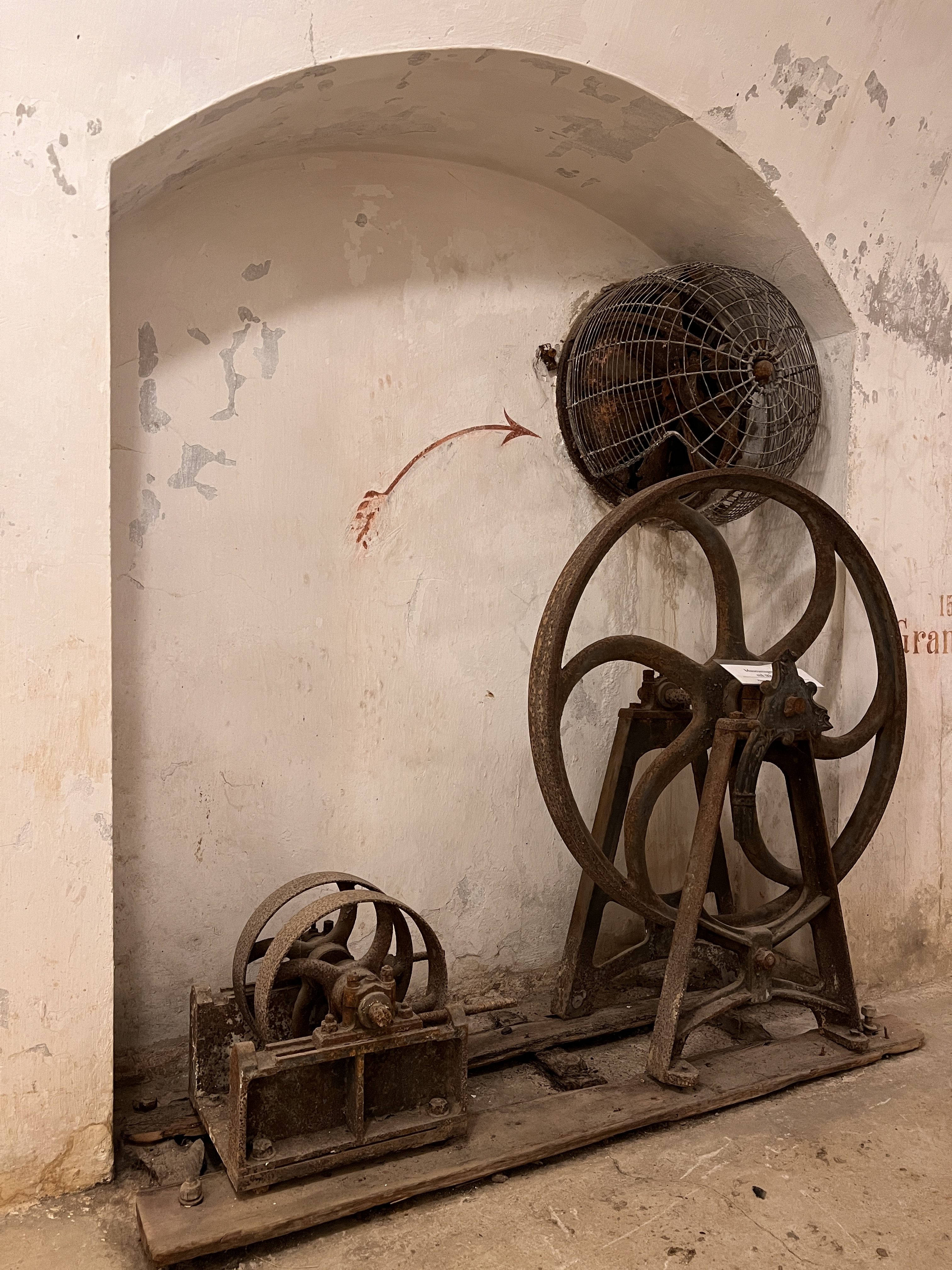
Ventilator om de lucht te verversen in de koepels
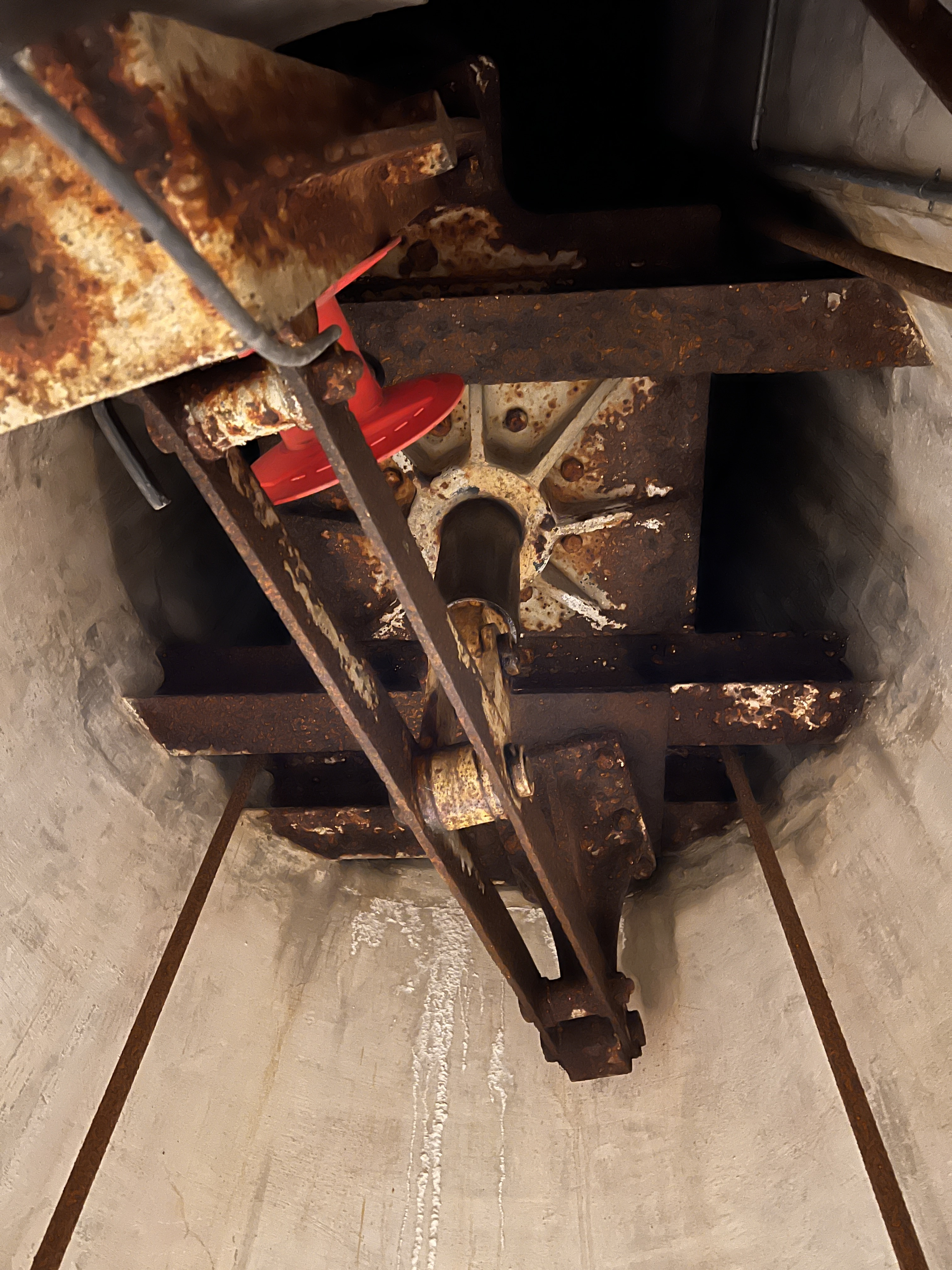
Onderzijde van een hefkoepel met een machinegeweer